# The Young Veins
The Young Veins fue una banda de rock estadounidense formada en 2009, en Echo Park, California. Estuvo compuesta por el vocalista Ryan Ross y el guitarrista Jon Walker, exmiembros del grupo Panic! at the Disco, junto con el bajista Andy Soukai, el baterista Nick Murray y el teclista Nick White.

## Historia
La banda surgió tras la partida de Ryan Ross y Jon Walker de la banda Panic! at the Disco, el 6 de julio de 2009, debido a «diferencias creativas». El 15 de julio de ese mismo año, en una entrevista para MTV, Ross comentó que las canciones en las que estaba trabajando con Walker eran «más cortas y más rápidas», y que eran mucho más «rock and roll que cualquier otra cosa». A finales de 2009 se les unieron el baterista Nick Murray, el bajista Andy Soukal y el teclista Nick White.
La banda grabó con la ayuda de Alex Greenwald de la banda Phantom Planet y el exteclista de Panic! at the Disco, Eric Ronick. Según Ross, estaban tratando de lanzar un nuevo sencillo titulado, «Change». Sin embargo, Walker no estaba de acuerdo con que la discográfica Fueled by Ramen patrocinara su música, mientras que Ross sí. El 16 de octubre Ross reveló que el lanzamiento de su primer disco se retrasaría hasta que encontrasen una compañía discográfica dispuesta a auspiciarlo. La banda firmó con la compañía One Haven Music, y su álbum debut, Take a Vacation!, fue lanzado el 8 de junio de 2010. Tres canciones fueron lanzadas anteriormente como sencillos en abril y mayo de ese año.
El 10 de diciembre de 2010 Jon Walker anunció vía Twitter que la banda entraría en un período de receso y que se mantendría de esa manera por el momento.

## Miembros
- Ryan Ross - voz, guitarra (2009–2010)
- Jon Walker - voz, guitarra (2009–2010)
- Andy Soukal - bajo, coros (2009–2010)
- Nick Murray - batería, percusión (2009–2010)
- Nick White - tecladista (2010)

## Discografía

### Álbumes de estudio
| Año  | Detalles del álbum                               | Posición | Posición | Posición | Posición | Posición | Posición |
| Año  | Detalles del álbum                               | USA      | US Indie | US Heat  | CAN      | AUS      | NZ       |
| ---- | ------------------------------------------------ | -------- | -------- | -------- | -------- | -------- | -------- |
| 2010 | Take a Vacation! - Discográfica: One Haven Music | —        | 40       | 9        | —        | —        | —        |

### Sencillos
- «Change» (lanzada el 5 de abril de 2010)
- «Take A Vacation!» (lanzada el 18 de mayo de 2010)
- «Everyone But You» (lanzada el 28 de mayo de 2010)